# Алтус (Арканзас)
Алтус (англ. Altus) — город, расположенный в округе Франклин (штат Арканзас, США) с населением в 817 человек по статистическим данным переписи 2000 года.

## Общие сведения

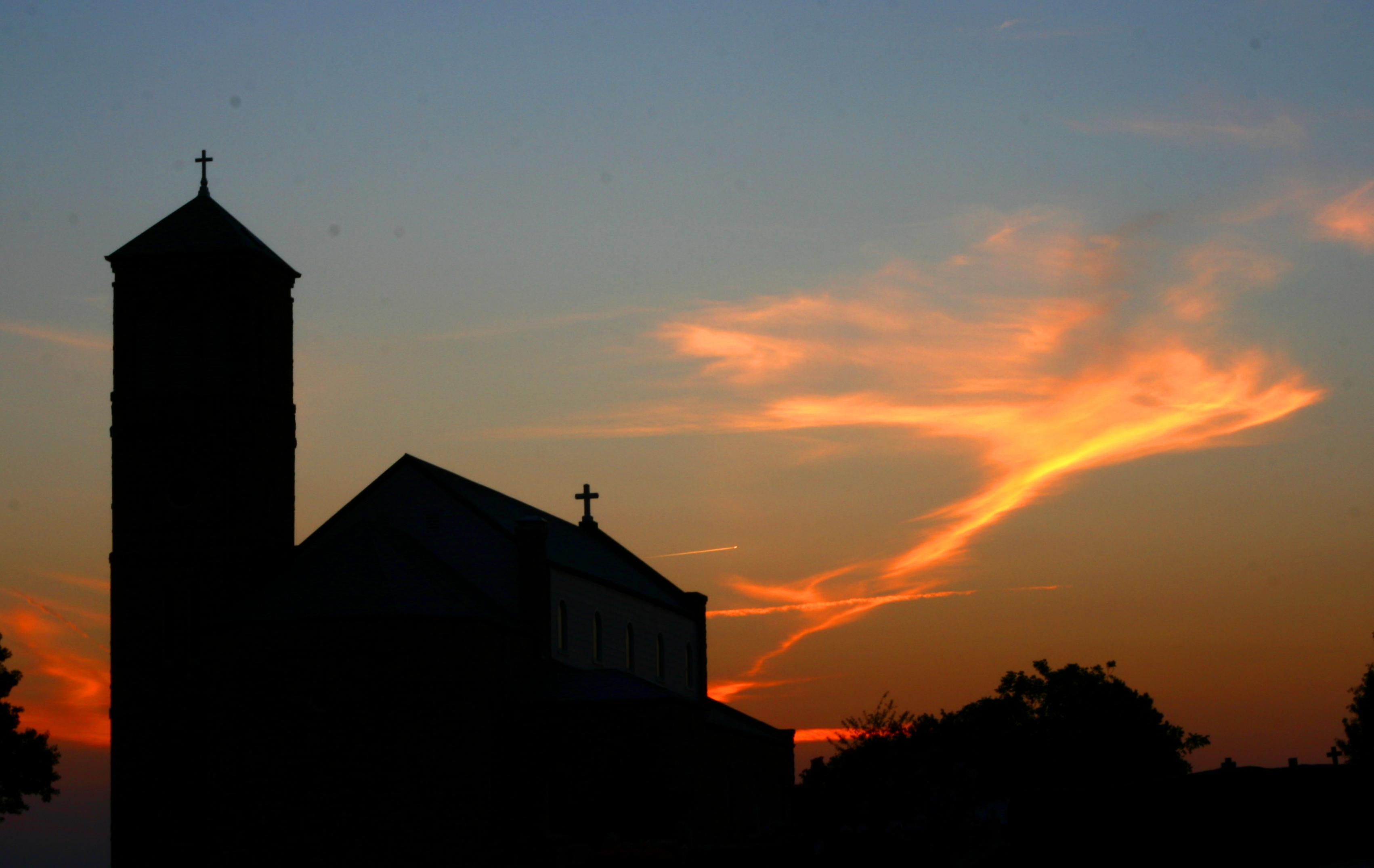
Церковь в Алтусе

В 1870-х годах через долину реки Арканзас прошла железнодорожная ветка компании «Iron Mountain Railroad» от столицы штата в Литл-Роке до города Форт-Смит на границе со штатом Оклахома. В районе посёлка Алтус железнодорожная станция стала наивысшей к тому времени высокогорной точкой на трассе.
Город Алтус расположен на Бостонском хребте между плато Озарк на севере и горами Уошито на юге. Преобладающие почвы в-основном характерны для высокогорья — суглинистые и слабокислые, вполне подходящие для разведения винограда. В городе находятся несколько винных заводов, являющихся частью так называемой «Района американского виноградарства».
В Алтусе снимался первый сезон сериала Простая жизнь с Пэрис Хилтон и Николь Ричи в главных ролях.

## География
По данным Бюро переписи населения США город Алтус имеет общую площадь в 4,66 квадратных километров, водных ресурсов в черте населённого пункта не имеется.
Алтус расположен на высоте 165 метров над уровнем моря.

## Демография
По данным переписи населения 2000 года в Алтусе проживало 817 человек, 220 семей, насчитывалось 339 домашних хозяйств и 372 жилых дома. Средняя плотность населения составляла около 170,2 человек на один квадратный километр. Расовый состав Алтуса по данным переписи распределился следующим образом: 97,80 % белых, 0,12 % — чёрных или афроамериканцев, 0,86 % — коренных американцев, 0,24 % — азиатов, 0,61 % — представителей смешанных рас, 0,37 % — других народностей. Испаноговорящие составили 2,08 % от всех жителей города.
Из 339 домашних хозяйств в 31,3 % — воспитывали детей в возрасте до 18 лет, 46,6 % представляли собой совместно проживающие супружеские пары, в 12,7 % семей женщины проживали без мужей, 35,1 % не имели семей. 29,2 % от общего числа семей на момент переписи жили самостоятельно, при этом 13,9 % составили одинокие пожилые люди в возрасте 65 лет и старше. Средний размер домашнего хозяйства составил 2,41 человек, а средний размер семьи — 2,96 человек.
Население города по возрастному диапазону по данным переписи 2000 года распределилось следующим образом: 25,6 % — жители младше 18 лет, 9,4 % — между 18 и 24 годами, 27,4 % — от 25 до 44 лет, 20,8 % — от 45 до 64 лет и 16,8 % — в возрасте 65 лет и старше. Средний возраст жителей составил 37 лет. На каждые 100 женщин в Алтусе приходилось 90,0 мужчин, при этом на каждые сто женщин 18 лет и старше приходилось 90,0 мужчин также старше 18 лет.
Средний доход на одно домашнее хозяйство в городе составил 21 842 доллара США, а средний доход на одну семью — 29 286 долларов. При этом мужчины имели средний доход в 25 000 долларов США в год против 18 583 доллара среднегодового дохода у женщин. Доход на душу населения в городе составил 17 376 долларов в год. 19,7 % от всего числа семей в округе и 28,1 % от всей численности населения находилось на момент переписи населения за чертой бедности, при этом 36,8 % из них были моложе 18 лет и 19,3 % — в возрасте 65 лет и старше.